# Nino Marchesini
Nino Marchesini, né à Lecce en 1895 et mort à Rome le 13 janvier 1961, est un acteur italien. Il est apparu dans plus de soixante-dix films, de 1931 à 1961.

## Filmographie partielle
- 1931 : La stella del cinema de Mario Almirante
- 1940 : Antonio Meucci d'Enrico Guazzoni
- 1940 : La Fille du corsaire : (La figlia del Corsaro Verde) d'Enrico Guazzoni
- 1940 : L'Intruse (Abbandono) de Mario Mattoli
- 1941 : Beatrice Cenci de Guido Brignone
- 1942 : Fedora de Camillo Mastrocinque
- 1942 : Dans les catacombes de Venise (I due Foscari) d'Enrico Fulchignoni
- 1944 : La fornarina d'Enrico Guazzoni
- 1950 : Totò cherche une épouse (Totò cerca moglie) de Carlo Ludovico Bragaglia
- 1950 : Les Six Femmes de Barbe Bleue (Le sei mogli di Barbablù) de Carlo Ludovico Bragaglia
- 1950 : Le Mensonge d'une mère (Catene) de Raffaello Matarazzo
- 1951 : Le Fils de personne  (I figli di nessuno) de Raffaello Matarazzo
- 1952 : Qui est sans péché ? (Chi è senza peccato...) de Raffaello Matarazzo
- 1953 : Larmes d'amour (Torna!) de Raffaello Matarazzo
- 1955 : Par-dessus les moulins (La bella mugnaia) de Mario Camerini